# کلمان لوتلری
کلمان لوتلری (فرانسوی: Clément Lhotellerie‎؛ زادهٔ ۱۹ مارس ۱۹۸۶) دوچرخه‌سوار اهل فرانسه است.